# Hadena dignensis
Hadena dignensis là một loài bướm đêm trong họ Noctuidae.